# Band Paulista
Band Paulista é uma emissora de televisão brasileira sediada em Presidente Prudente, com sucursal em São José do Rio Preto. Opera no canal 10 (19 UHF digital), e é uma emissora própria da Band. Sua área de cobertura abrange as regiões Oeste, Centro-oeste, Noroeste e Nova Alta Paulista, cobrindo grande parte do interior do Estado de São Paulo, e importantes cidades como Assis, Araçatuba, Bauru, Marília, Ourinhos, entre outras. Os estúdios da Band Paulista estão localizados em Presidente Prudente, no Jardim Santana, e sua antena de transmissão está no topo do Edifício Ouro Branco, na área central da cidade. Em São José do Rio Preto, a emissora mantém estúdios desde 2020 no Plaza Avenida Shopping, no Jardim Redentor, e seus transmissores estão no Parque São Miguel.

## Sinal digital

### Transição para o sinal digital
Com base no decreto federal de transição das emissoras de TV brasileiras do sinal analógico para o digital, a Band Paulista, bem como as outras emissoras de Presidente Prudente, cessou suas transmissões pelo canal 10 VHF em 18 de abril de 2018, seguindo o cronograma oficial da ANATEL.